# ロリン・A・サーストン
ロリン・アンドリュース・サーストン（Lorrin Andrews Thurston、1858年7月31日 - 1931年5月11日）は、アメリカ合衆国の法律家、政治家、実業家。ハワイ王国生まれ育ち。最初のキリスト教の宣教師の孫の一人。サーストンはリリウオカラニ女王のハワイ王国を滅亡させ、アメリカの独占的利益のためハワイ共和国を設立する上で大きな役割を果たす。
彼は先駆的新聞、「パシフィック・コマーシャル・アドバタイザー」Pacific Commercial Advertiser （現在の「ホノルル・スター・アドバタイザー」紙の前身）を発行する企業を所有していた。
1906年から1916年まで有志とともにハワイ火山国立公園設立のためロビー活動を行った。

## 家庭生活
ホノルルで生まれる。 彼の父はエイサ・グッデール・サーストン、母はサラ・アンドリュース。 父の側では、彼は1820年にハワイ諸島へ入植した宣教師アーサ・サーストンとルーシーグッデール・サーストンの孫宣教師の第三世代に当たる。彼の母の側では、彼は別の初期の宣教師、ロリン・アンドリュースの孫でもあった。彼の父はハワイ王国の衆議院議長であったが、ロリンが1859年12月にわずか1歳半のときに亡くなった。その後、母と一緒にマウイ島に引っ越す。
ハワイで生まれ育った後、サーストンはニューヨークのコロンビア大学法科大学院で1年間法律を学んだのち、再びハワイへ戻り、最高裁判所で裁判官の秘書を務めながら弁護士としての素養を身に付けている。その傍ら、彼はハワイでハレアカラ農場を経営したり、ハワイアン果物加工会社や、プランテーション、ホテルなどの多種多様な企業の経営に携わり、ハワイのビジネス界を主導していた。1884年以降はハワイの有力紙『デイリー・ブルティン』紙の編集者として、カラカウアの政策を批判する論説を執筆している。サーストンの記事はかねてから王国の政策に不満を抱いていた白人の感情に訴えたため、サーストンはハワイを変革する人物として注目を集めるようになった。その結果サーストンは、1886年に改革党(Reform Party) から出馬して代議院議員に当選した。また、1887年には、サーストンとサンフォード・ドールが中心となって秘密結社「ハワイアンリーグ」が設立されている。

### ビジネス

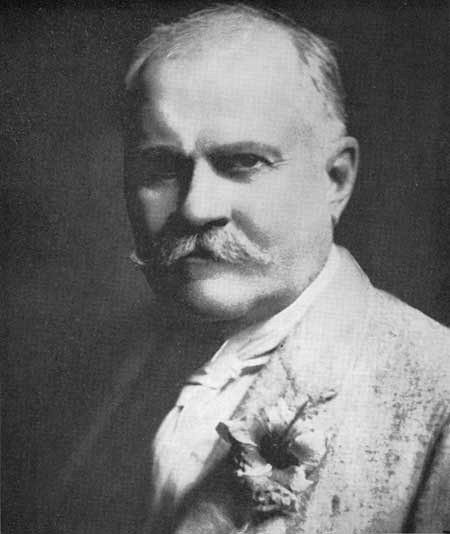
1916年頃のサーストン

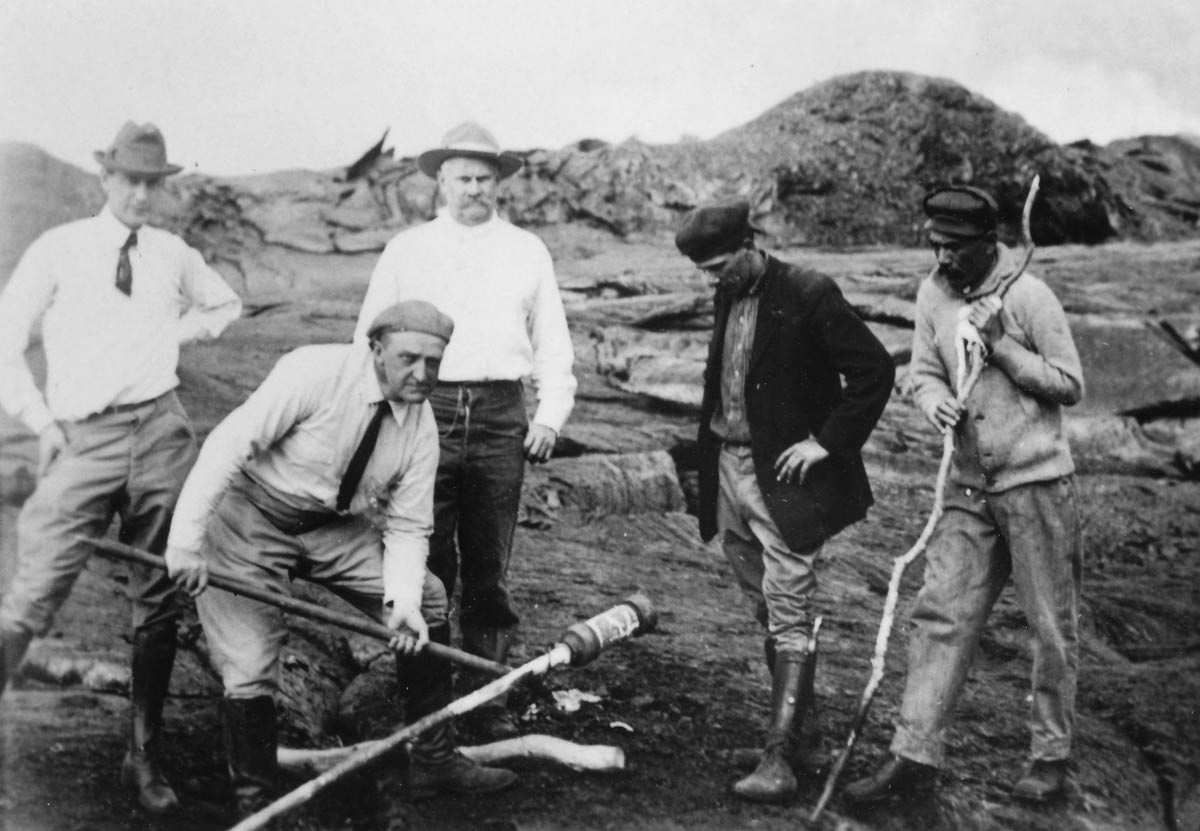
1917年の火山のサーストン（中央）